# Robert P. Robinson

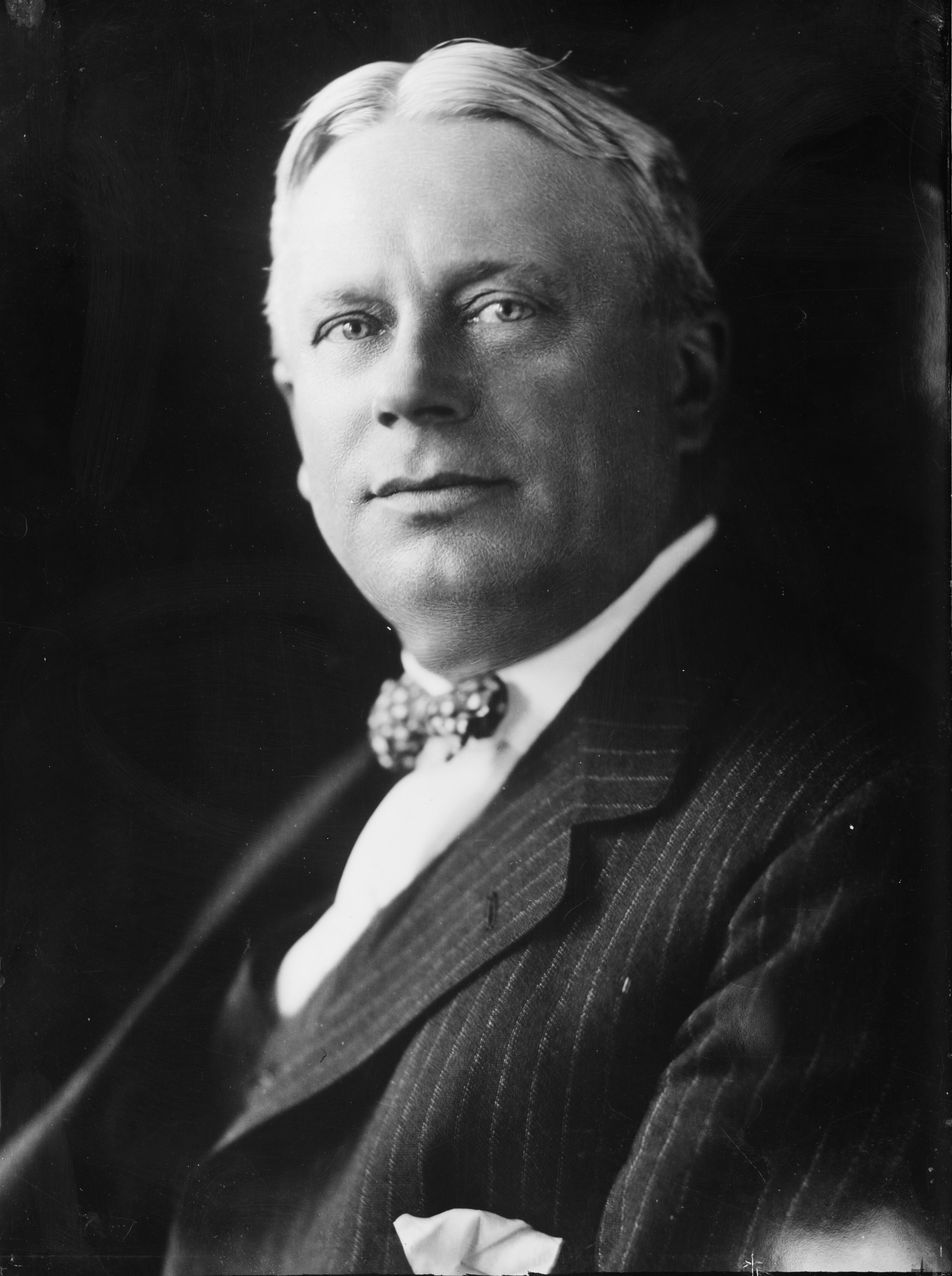
Robert P. Robinson (1900)

Robert Pyle Robinson (* 28. März 1869 in Wilmington, Delaware; † 4. März 1939 ebenda) war ein US-amerikanischer Politiker und von 1925 bis 1929 Gouverneur des Bundesstaates Delaware.

## Frühe Jahre und politischer Aufstieg
Robert Robinson besuchte die örtlichen Schulen seiner Heimat und dann die Rugby Academy. Danach arbeitete er über 25 Jahre lang im Bankwesen. Bei der Central National Bank in Wilmington stieg er bis 1916 zum Präsidenten auf. Politisch war er Mitglied der Republikanischen Partei. Zwischen 1902 und 1904 war er neben seiner Tätigkeit im Bankenbereich auch noch Privatsekretär des Kongressabgeordneten L. Heisler Ball. Im Jahr 1914 bewarb er sich erfolglos um den Posten des Versicherungsbeauftragten seines Staates. Im Jahr 1924 wurde er als Kandidat seiner Partei mit 53 % der Wählerstimmen gegen Joseph Bancroft, den Kandidaten der Demokratischen Partei, zum Gouverneur seines Staates gewählt.

## Gouverneur von Delaware
Robert Robinson trat sein neues Amt am 20. Januar 1925 an. In seiner vierjährigen Amtszeit wurde ein staatlicher Wohlfahrtsverband (State Board of Charity) geschaffen. Der Bau neuer Schulgebäude wurde weiter vorangetrieben. Das war auch Pierre S. du Pont zu verdanken, der als neuer Steuerbeauftragter des Staates das Steuerwesen zu Gunsten der Schulpolitik reformierte. Die Versorgung bedürftiger Mütter wurde damals auch verbessert. Ein Versuch, die sozialen Dienstleistungen zu modernisieren, ließ sich damals aber noch nicht durchsetzen. Mit Fannie Harrington wurde nicht nur in Delaware, sondern in den gesamten Vereinigten Staaten erstmals eine Frau in das Amt des geschäftsführenden Beamten (Secretary of State) berufen. In Robinsons vierjähriger Amtszeit profitierte auch Delaware vom allgemeinen wirtschaftlichen Aufschwung jener Jahre.

## Weiterer Lebenslauf
Nach dem Ende seiner Amtszeit am 15. Januar 1929 nahm Robinson wieder seine Tätigkeit als Präsident der Central National Bank auf. Der ehemalige Gouverneur verstarb am 4. März 1939. Mit seiner Frau Margaret Fouraker hatte er zwei Kinder.